# Guerra de Devolució
La Guerra de Devolució (24 de maig de 1667 – 2 de maig de 1668) fou una guerra entre el Regne de França de Lluís XIV i la monarquia hispànica de la Dinastia dels Habsburg duta a terme en el territori de les Províncies Unides. La pau va ser resolta al Tractat d'Aquisgrà.
Va ser la primera guerra que la França de Lluís XIV de França lliurà en pro de l'engrandiment territorial de la corona, rebent:
- Les riques i mercantils ciutats catòliques del sud dels Països Baixos i la seva ben establerta xarxa de comerç tèxtil (Competidora dels interessos francesos).
- Els ports que oferien una posició avantatjosa al Canal de la Mànega i al Mar del Nord
- El control del trànsit fluvial a la boca del Rin.

## Rerefons de la guerra
Les reclamacions de Lluís XIV sobre les Províncies Unides no estaven mancades de raó, tot i que la raó era feble. La seva dona, Maria Teresa, filla del primer matrimoni de Felip IV de Castella amb Isabel de Borbó, havia renunciat als seus drets hereditaris (Tractat dels Pirineus) com a contraprestació per la dot del matrimoni. La dot, que era força quantiosa, mai va acabar de ser pagada per Felip IV. Quan Felip IV de Castella va morir el 1665, els advocats de Lluís van justificar les reclamacions del rei francès argumentant que les antigues lleis de Brabant establien que els Països Baixos Espanyols havien d'ésser cedits en herència a la filla de Felip, nascuda fruit del primer matrimoni del monarca, i no pas al fill hereu tingut fruit de relació amb la seva segona muller, Marianna d'Àustria, que era el ja regnant Carles II de Castella.
Tanmateix, aquest dret - ius devolutionis - segons el qual als Països Baixos només els fills del primer matrimoni eren legítims hereus dels béns paterns, eren vinculants només pel patrimoni privat.
França va intensificar la pressió en les reclamacions el 1667, i la Monarquia Hispànica s'hi oposà. En els preparatiu per a la guerra, Colbert, l'hàbil primer ministre francès, va organitzar un exèrcit d'entre 50.000 i 80.000 homes.

## Passejada triomfant
Espanya, un conjunt de regnes immersos amb el que podríem dir primer episodi modern d'inflació, no podria oposar massa resistència a l'assalt, tal com pronosticava el veterà Vescomte de Turena, Henri de la Tour d'Auvergne. Amb una armada petita als Països Baixos espanyols, els episodis inicials de la guerra resultaren en un setge francès a ciutats i fortaleses que estaven poc protegides i sense possibilitats de rebre reforços. La major part d'aquests setges acabaven ràpidament, i Turena va prendre ciutats com Charleroi, Tournai, i Douai en una campanya que els francesos recorden amb el nom de "promenade militaire" (passeig militar). L'únic setge llarg va ser el de Lilla, que anà des del 28 d'agost al 25 de setembre de 1667.

## La guerra a Catalunya
En prevenció d'un atac francès, en 1667 en ocasió de la Guerra de Devolució s'aixecà de nou el Terç de Barcelona de Francesc Granollachs i de Millàs, comandat per Francesc Granollachs i de Millàs i format per vuit companyies, de les que eren capitans els veterans Rafel Masdéu, Joan Carreras i Geroni Capmany, i els novells Joan Vinyet, Josep Ros, Joan Bernat Vives, Francesc Prats i Llorenç Puig. Fou enviat a la ciutat de Girona, i anà al rescat de Puigcerdà, que fou atacada.

## La Triple Aliança
Aquests ràpids èxits van començar a preocupar a la resta de potències europees, especialment als neerlandesos, aliats històrics. Aquests, juntament a anglesos, alemanys i suecs, estaven força contents que la feble i no amenaçant Monarquia Hispànica tingués el control d'aquesta estratègica i capdevantera regió. Si França obtenia el control de la regió, un agressiu i fort estat s'establiria a la frontera amb els Països Baixos, obtenint el control d'excel·lents ports per operar al Mar del Nord. Per tal d'evitar que França consolidés aquest poder, el 1668 Anglaterra, Suècia i els Països Baixos van establir la Triple Aliança. Van garantir per decret els territoris que Lluís XIV havia conquerit al començament de la guerra, però alertaven de què si els francesos continuaven amb la seva ofensiva més enllà de les fronteres establertes en aquell moment, totes tres potències s'unirien a la Monarquia Hispànica i declararien la guerra França.
Tropes franceses sota el comandament del destre Lluís II de Borbó-Condé ocuparen ràpidament el Franc Comtat al febrer de 1668, però llavors Lluís XIV va haver de cedir al Tractat d'Aquisgrà enfront l'Aliança. França va guanyar alguns territoris a Flandes, però els Països Baixos Espanyols, així com el Franc Comtat, van ser retornats a Espanya. El Rei Sol estava encoleritzat: quan més confiat estava de poder arrabassar-li els Països Baixos als espanyols, va ser "traït" pels holandesos, que, segons el punt de vista francès, havien aconseguit la independència gràcies a l'ajut francès en la seva guerra d'alliberament nacional contra els àustries hispànics. Com a conseqüència, la Guerra de Devolució va portar a la Guerra francoholandesa (1672-1678), en la que Carles II d'Anglaterra va acceptar l'or "solar" per lluitar en contra de les "tulipes".